# Velyki Mosty
Velyki Mosty (en ukrainien : Великі Мости) ou Velikie Mosty (en russe : Великие Мосты ; en polonais : Mosty Wielkie) est une ville de l'oblast de Lviv, en Ukraine. Sa population s'élevait à 6000 habitants en 2023.

## Géographie
Velyki Mosty est située sur la rivière Rata, à 47 km au nord de Lviv.

## Histoire
Velyki Mosty est à l'origine un village fondé en 1472 et plus tard détruit par les Tatars. En 1549, il reçoit des privilèges urbains (droit de Magdebourg). Des privilèges sont accordés aux Juifs qui viennent s'y établir. Les privilèges municipaux sont confirmés par François Ier d'Autriche le 19 février 1796. Des casernes sont construites dans la ville en 1846. En 1880, Velyki Mosty compte 3 809 habitants. Depuis le XIXe siècle, la production d'essence de térébenthine et de diverses résines tient une place importante dans l'économie locale. Elle est réalisée à partir de la sève du pin provenant des forêts de la région. Au cours de la Seconde Guerre mondiale, les juifs de la ville sont contraints aux travaux forcés et à vivre dans un ghetto. Ils sont ensuite assassinés

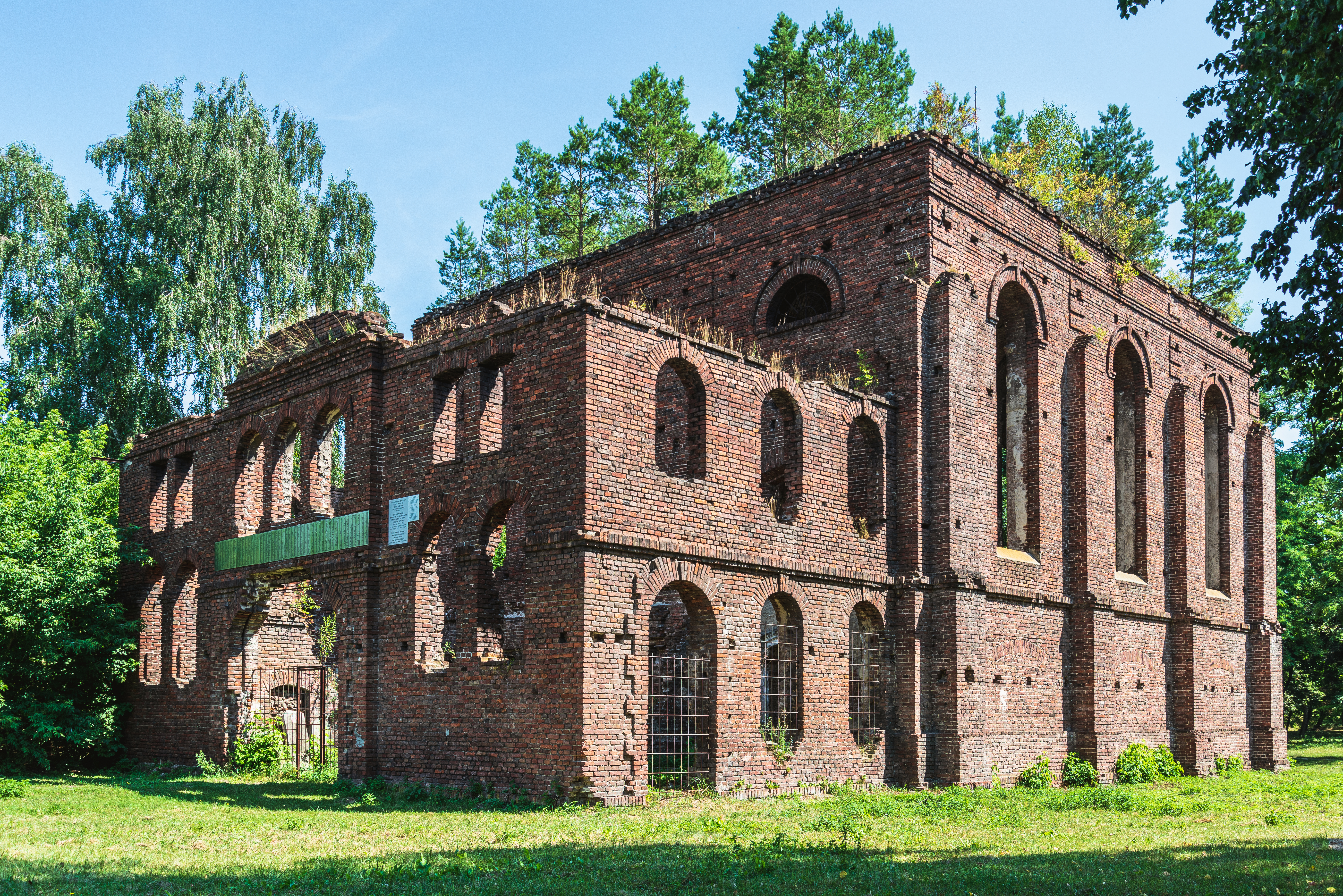
Ruine de l'ancienne synagogue de la ville.

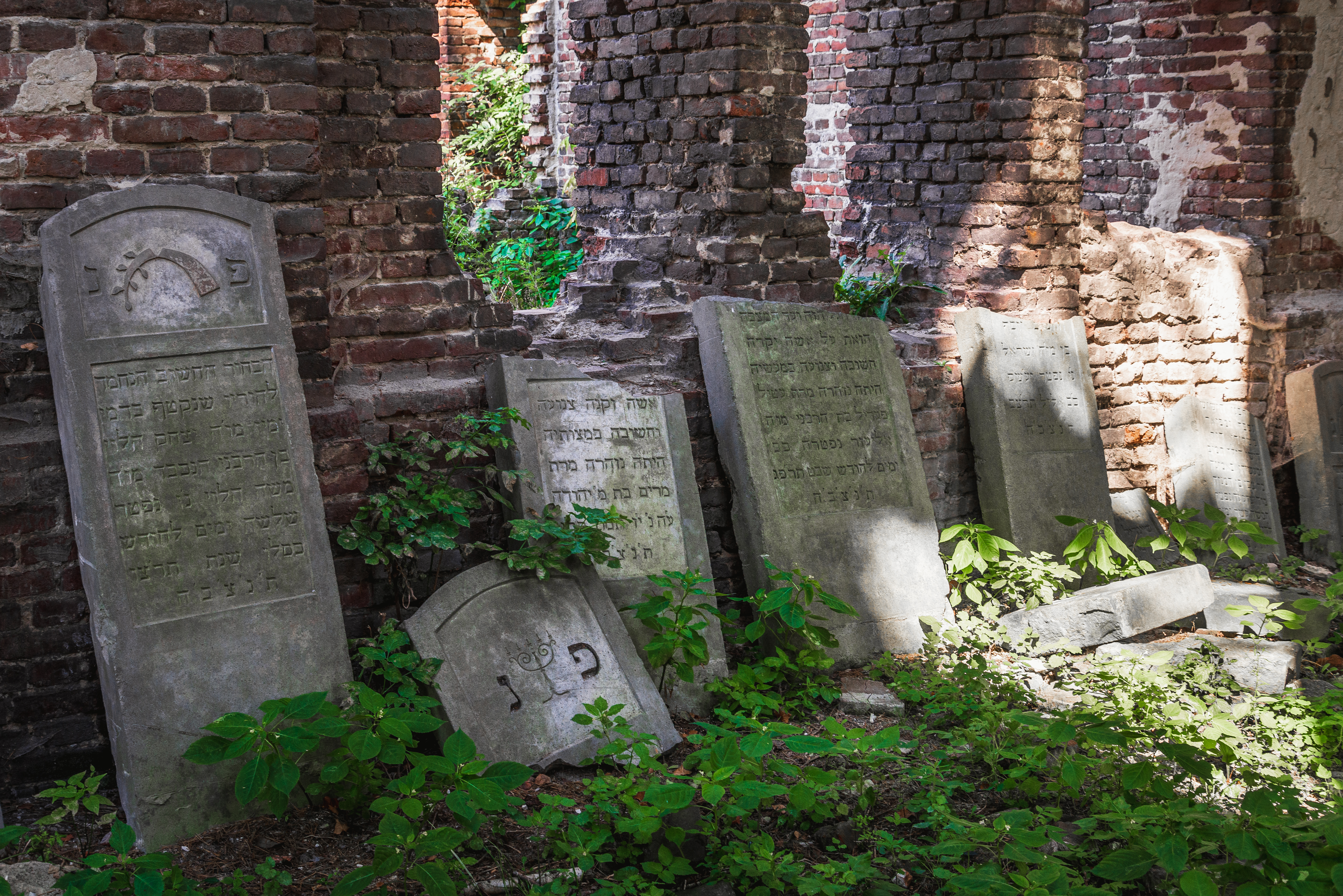
Intérieur en ruine de l'ancienne synagogue de la ville.

## Population
Recensements (*) ou estimations de la population :
| 1890  | 1959* | 1970* | 1979* | 1989* |
| ----- | ----- | ----- | ----- | ----- |
| 3 565 | 3 789 | 3 920 | 4 516 | 5 494 |

| 2001* | 2010  | 2011  | 2012  | 2013  |
| ----- | ----- | ----- | ----- | ----- |
| 5 925 | 6 010 | 6 037 | 6 094 | 6 121 |

## Économie
La principale entreprise de la ville est la fabrique de meuble Rata (Фабрика Рата), créée en 1944.